# Сини връх
Сини връх е село в Южна България. То се намира в община Асеновград, област Пловдив.

## География
Село Сини връх се намира в планински район в Родопите, на около 30 km югоизточно от Асеновград, между селата Врата и Изворово. Западно от връх Сини връх, на 1425 м.н.в., извира река Сушица (Мостовска Сушица). На северозапад от върха, на високия десен бряг се намира природната забележителност – платото Белинташ.

## Културни и природни забележителности
В непосредствена близост до селото се намира тракийското светилище Беланташ.
1. ↑  www.grao.bg